# Fontana del Tenna

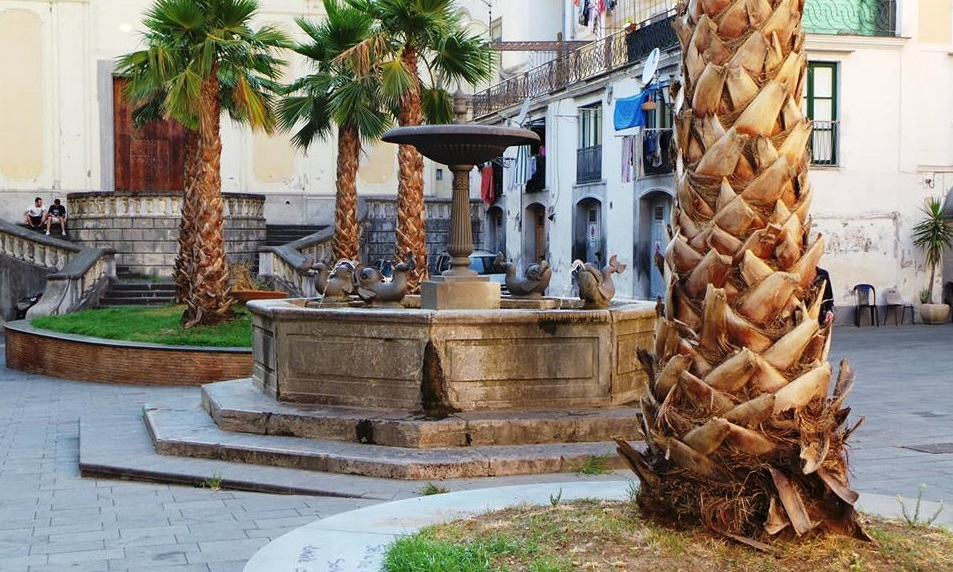
La Fontana del Tenna

La Fontana del Tenna è una fontana seicentesca situata nella piazza Abate Conforti del Complesso monumentale Santa Sofia di Salerno.

## Caratteristiche
La fontana fu creata dal Tenna nel tardo Seicento nel "Plaium Montis" dell'antica Salerno.
La fontana risulta costituita da una vasca ottagonale sopraelevata rispetto al piano stradale da 3 gradini, con al centro una vasca più piccola sorretta da un piedistallo e 4 piccoli delfini posti sul bordo della vasca più grande, da cui zampilla l'acqua. Al centro è collocata una coppa in metallo, sorretta da un alto piede, che era una antica fonte battesimale.
Si trova al centro della triangolare piazza Abate Conforti (in cui si trova anche l'archivio di Stato), davanti alla facciata della chiesa della Santissima Addolorata.
La fontana fa parte di un gruppo di fontane tardo-rinascimentali (come quelle del Tullio e dei Pesci) che abbelliscono il Centro storico di Salerno. Infatti la Fontana dei Pesci del Vanvitelli viene considerata una delle migliori fontane caratteristiche dell’antica Salerno, assieme alla Fontana del Tullio (che si trova nei giardini comunali salernitani) ed a questa famosa Fontana del Tenna nel Rione Sant'Antonio.
Nel 1943 la fontana fu danneggiata dai bombardamenti alleati, ma fu riattivata negli anni cinquanta del secolo scorso.

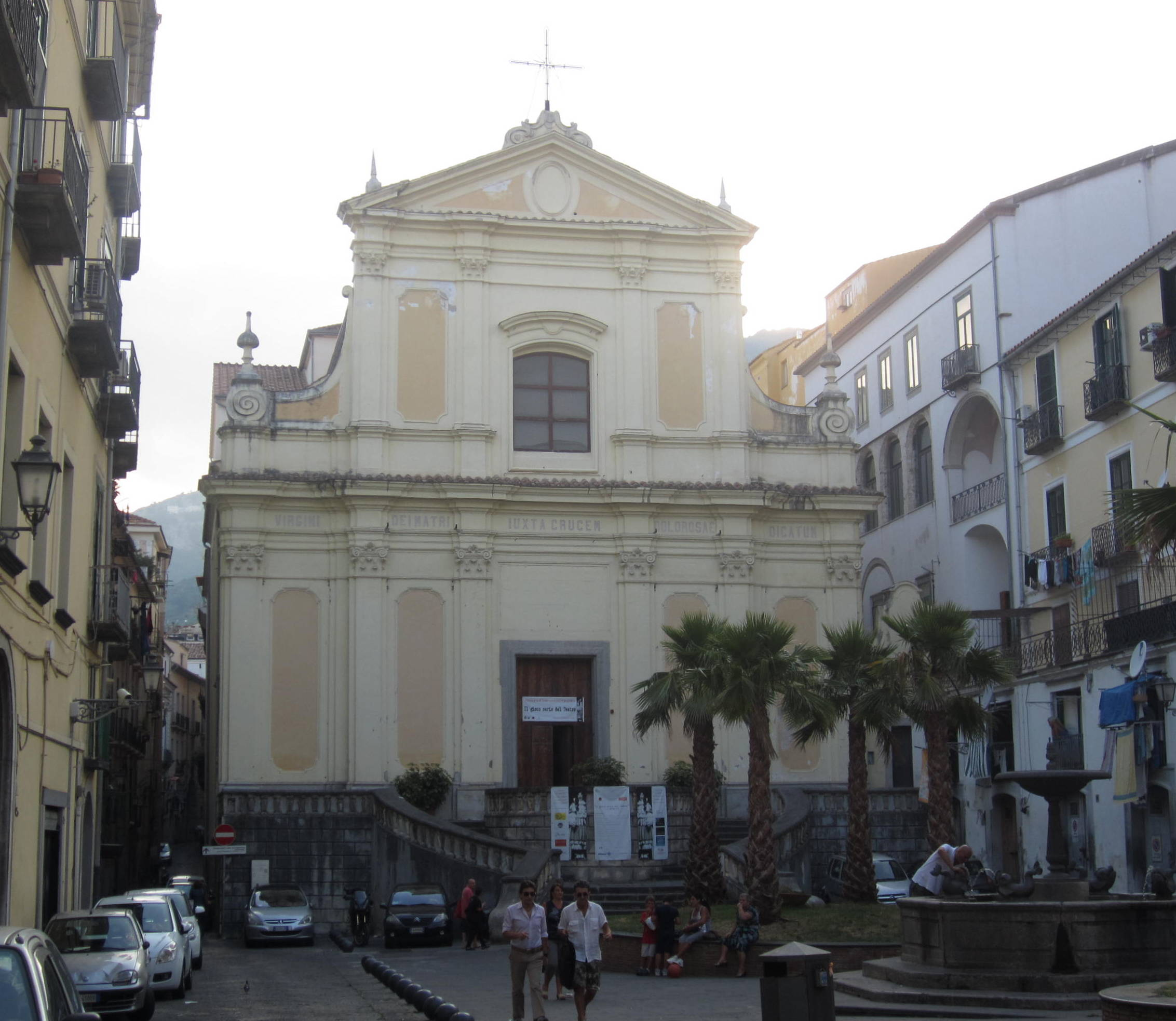
La Fontana del Tenna di fronte alla Chiesa di Santa Sofia